# Isle of Man TT 1909
De Isle of Man TT 1909 was de derde uitvoering van de Isle of Man TT. Ze werd verreden op de St John's Short Course (St John's - Ballacraine - Kirk Michael - Peel - St. John's) op het eiland Man.

## Algemeen
Omdat de Isle of Man TT pas in 1907 was ontstaan, was men nog steeds zoekende naar de juiste formule om de klassenindeling zo eerlijk mogelijk te maken. Vanaf het begin had men onderscheid gemaakt tussen een- en tweecilinders, waarbij de tweecilinders nog trager dan de eencilinders waren. Ze kregen elk hun eigen klasse, de Single Cylinder TT en de Twin Cylinder TT. De cilinderinhoud was onbeperkt, maar het brandstofverbruik niet. Eencilinders moesten in 1908 100 mijl per gallon kunnen afleggen, tweecilinders 80 mijl per gallon.
| 1909 | - Eerste ronde boven 50 mph (Harry Collier, Matchless 6 HP-tweecilinder) |

## 500 Single & 750 Twin TT
Dinsdag 23 september, 10 ronden, 254,5 km
In 1909 besloot men tot een nieuwe formule: er werd slechts één klasse verreden, de 500 Single & 750 Twin TT. Het brandstofverbruik werd vrij, maar de eencilinders mochten maximaal 500 cc meten en de tweecilinders 750 cc. Bovendien werden de verplichte geluidsdempers afgeschaft, maar om het toeristische karakter ("Tourist Trophy") te waarborgen moesten de machines wel spatborden en normale zadels hebben. Het was een compromis tussen het originele reglement van Freddy Straight (secretaris van de Auto-Cycle Union) en de voortgaande ontwikkeling van de motorfietsen.
Jack Marshall was met zijn eencilinder 3½ hp Triumph als eerste vertrokken, maar hij werd al snel ingehaald door Harry Collier en de Amerikaan Lee Evans met de Indian-V-twin. In het tweede deel van de race nam Marshall de tweede plaats weer over van Evans, maar hij viel uit door klepschade. Daardoor werd Evans toch nog tweede en Billy Newsome werd met de Triumph-eencilinder derde.
Door de snelle ontwikkeling van de Britse motoren waren de snelheden veel hoger geworden. Harry Collier reed de snelste ronde met meer dan 50 mijl per uur, bijna tien mijl per uur sneller dan het jaar ervoor. De betrouwbaarheid was echter achteruit gegaan: van de 54 starters haalden slechts 19 de finish. De organisatie had bedenkingen over de deelname van Eric Myers met zijn Scott. Men was bang dat de Scott-tweetaktmotor te veel voordelen zou hebben over de viertaktmotoren van de andere deelnemers. Myers mocht toch deelnemen, maar viel uit.

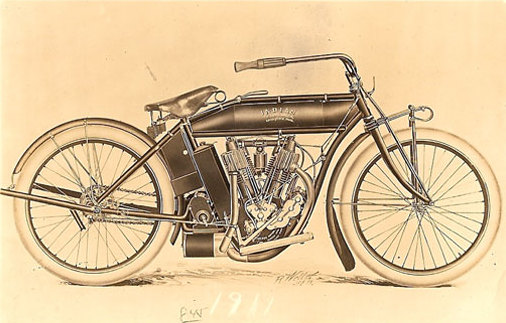
5hp Indian uit 1909

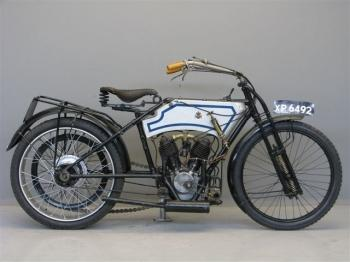
5½ hp Rex uit 1909

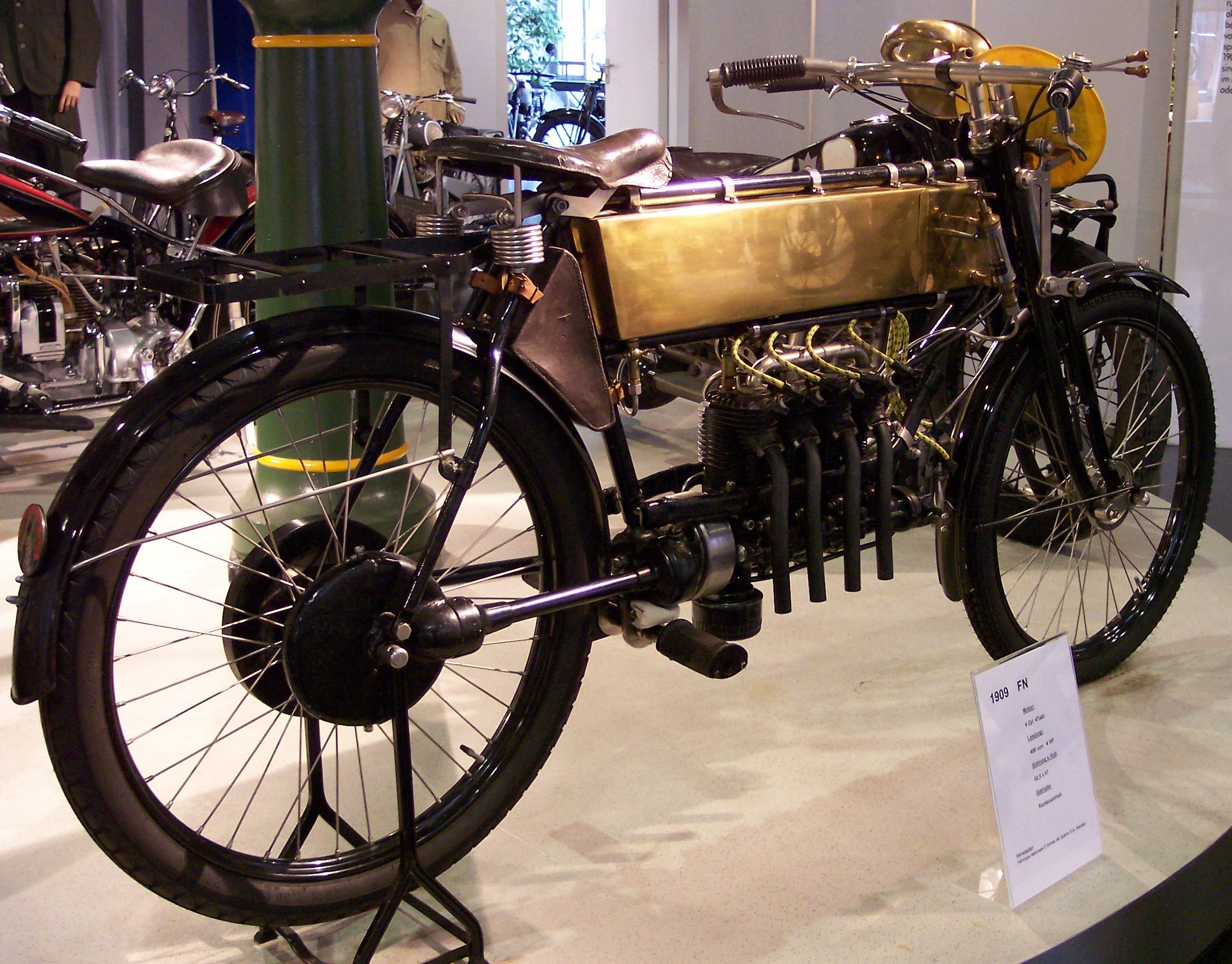
FN uit 1909

### Uitslag 500 Single & 750 Twin TT
| Pos | Coureur           | Merk             | Snelheid  | Tijd      | Motor        |
| --- | ----------------- | ---------------- | --------- | --------- | ------------ |
| 1   | Harry Collier     | 6 hp Matchless   | 49,01 mph | 3:13.37.0 | Tweecilinder |
| 2   | Lee Evans         | 5 hp Indian      |           |           | Tweecilinder |
| 3   | Billy Newsome     | 3½ hp Triumph    |           |           | Eencilinder  |
| 4   | Oliver Godfrey    | 3½ hp Rex        |           |           | Eencilinder  |
| 5   | Charles Franklin  | 3½ hp Triumph    |           |           | Eencilinder  |
| 6   | Frank A. Applebee | 5½ hp Rex        |           |           | Tweecilinder |
| 7   | J.D.A. Munroe     | 5 hp BAT-JAP     |           |           | Tweecilinder |
| 8   | B.R. Jones        | 3¾ hp Premier    |           |           | Eencilinder  |
| 9   | Arthur Moorhouse  | 5 hp Rex         |           |           | Tweecilinder |
| 10  | H.V. Colver       | 3½ hp Matchless  |           |           | Eencilinder  |
| 11  | W. Creyton        | 3½ hp Triumph    |           |           | Eencilinder  |
| 12  | J. Giuoppone      | 3½ hp Peugeot    |           |           | Eencilinder  |
| 13  | J. Lang           | 5 hp Tee-Bee     |           |           | Tweecilinder |
| 14  | W. McMinnies      | 3½ hp Triumph    |           |           | Eencilinder  |
| 15  | Jas Stewart       | 3½ hp Triumph    |           |           | Eencilinder  |
| 16  | Rem Fowler        | 5 hp Rex         |           |           | Tweecilinder |
| 17  | T. Greer          | 5 hp Rex         |           |           | Tweecilinder |
| 18  | Andrew Sproston   | 5 hp Rex         |           |           | Tweecilinder |
| 19  | P. Butler         | 5 hp DOT-Peugeot |           |           | Tweecilinder |

### Niet gefinisht
| Coureur                | Merk          | Oorzaak |
| ---------------------- | ------------- | ------- |
| A. Blake               | 3½ hp Triumph |         |
| A. Fenn                | 3½ hp Triumph |         |
| Billy Wells            | Indian        | Opgave  |
| Charlie Collier        | Matchless     |         |
| C. Murphy              | 3½ hp Triumph |         |
| C. Wilson              | Rex           |         |
| Eric Myers             | Scott         |         |
| F. Bagshaw             | Rex           |         |
| F. Dayrell             | Martin        |         |
| F. McLean              | 3½ hp Triumph |         |
| F. Wood                | NSU           |         |
| G. Stanley             | Premier       |         |
| Harry Bashall          | BAT-JAP       |         |
| Harry Reed             | DOT           |         |
| H. Bowen               | BAT-JAP       |         |
| H. Cooper              | 3½ hp Triumph |         |
| H. Gibson              | 3½ hp Triumph |         |
| Harry Martin           | BAT-JAP       |         |
| Jack Marshall          | 3½ hp Triumph | Kleppen |
| James Lansdowne Norton | 3½ hp Norton  |         |
| J. Adamson             | 3½ hp Triumph |         |
| J. Bashall             | BAT-JAP       |         |
| J. Baxter              | Rex           |         |
| J. Jones               | 3½ hp Triumph |         |
| J. Smyth               | Rex           |         |
| N. Drury               | JAP           |         |
| Ronald Clarke          | FN            |         |
| R. Bell                | NSU           |         |
| R. Brice               | Brown         |         |
| Robert Ellis           | Rex           |         |
| R. Lord                | Rex           |         |
| R. White               | Brown         |         |
| S. Perryman            | 3½ hp Norton  |         |
| T. Carter              | Rex           |         |
| W. Bentley             | Rex           |         |
| W. Grinstead           | Rex           |         |
| W. Heaton              | Rex           |         |

1907 · 1908 · 1909 · 1910 · 1911 · 1912 · 1913 · 1914 · Eerste Wereldoorlog · 1920 · 1921 · 1922 · 1923 · 1924 · 1925 · 1926 · 1927 · 1928 · 1929 · 1930 · 1931 · 1932 · 1933 · 1934 · 1935 · 1936 · 1937 · 1938 · 1939 · Tweede Wereldoorlog · 1947 · 1948 · 1949 · 1950 ·1951 · 1952 · 1953 · 1954 · 1955 · 1956 · 1957 · 1958 · 1959 · 1960 · 1961 · 1962 · 1963 · 1964 · 1965 · 1966 · 1967 · 1968 · 1969 · 1970 · 1971 · 1972 · 1973 · 1974 · 1975 · 1976 · 1977 · 1978 · 1979 · 1980 · 1981 · 1982 · 1983 · 1984 · 1985 · 1986 · 1987 · 1988 · 1989 · 1990 · 1991 · 1992 · 1993 · 1994 · 1995 · 1996 · 1997 · 1998 · 1999 · 2000 · 2002 · 2003 · 2004 · 2005 · 2006 · 2007 · 2008 · 2009 · 2010 · 2011 · 2012 · 2013 · 2014